# Polyzonus laosensis
Polyzonus laosensis là một loài bọ cánh cứng trong họ Cerambycidae.